# Pfarrkirche Kumberg

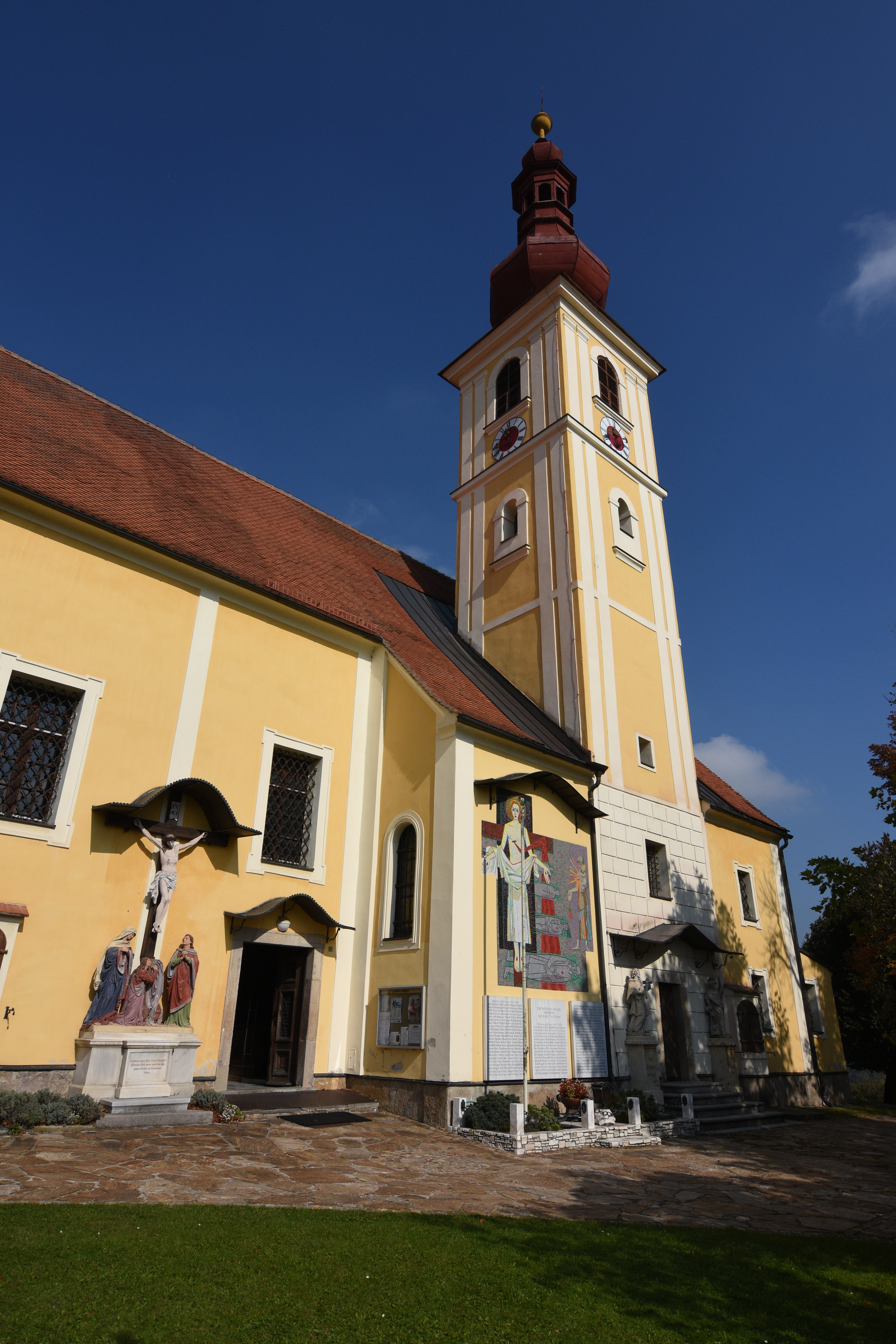
Kath. Pfarrkirche hl. Stephan in Kumberg

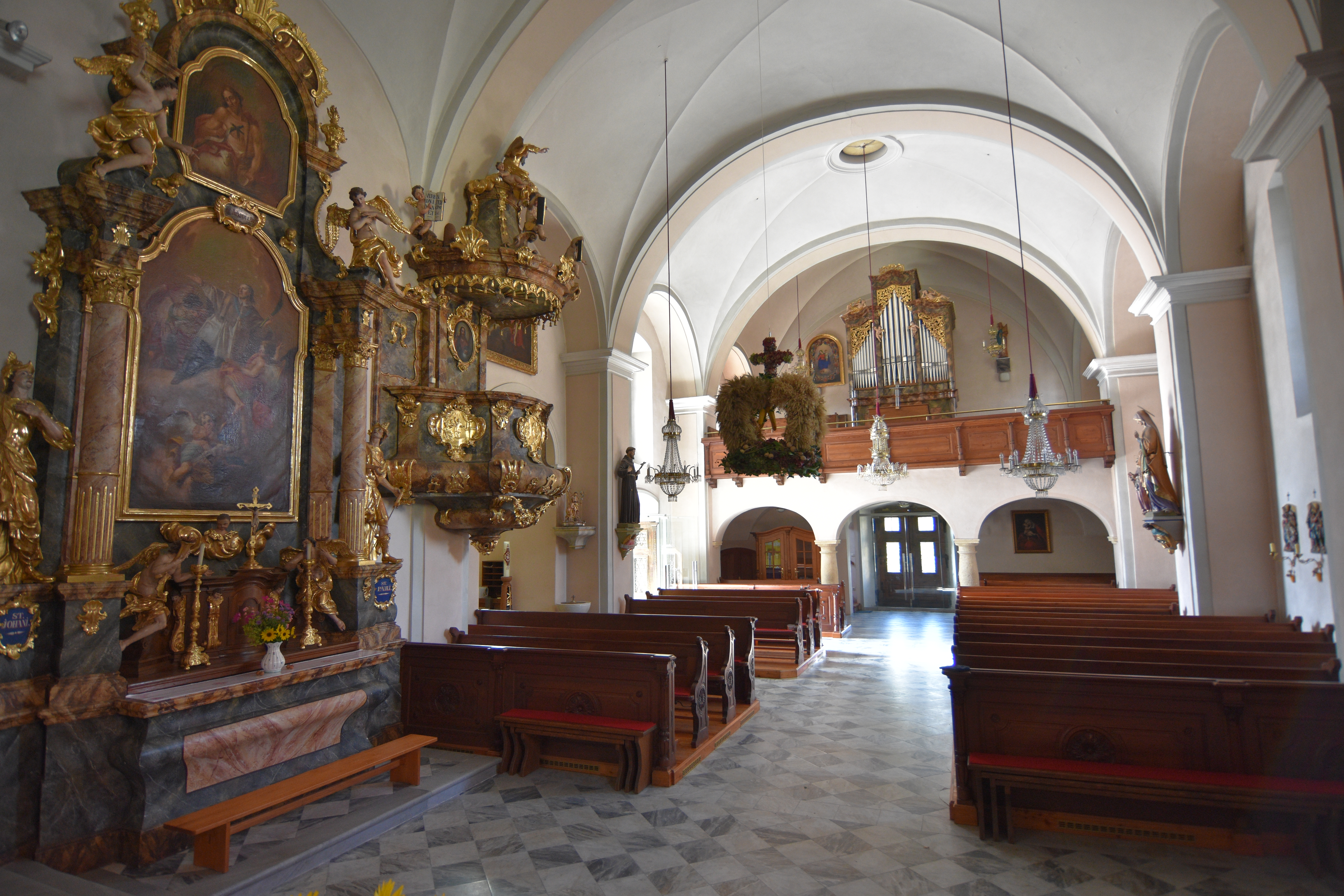
Innenansicht Pfarrkirche Kumberg

Die römisch-katholische Pfarrkirche Kumberg steht in der Marktgemeinde Kumberg im Bezirk Graz-Umgebung in der Steiermark. Die auf den heiligen Stephanus geweihte Pfarrkirche gehört zum Dekanat Gleisdorf der Diözese Graz-Seckau. Die Kirche und der ehemalige Friedhof stehen unter Denkmalschutz.

## Geschichte
Seit dem Jahr 1197 lässt sich eine, dem Stift Seckau unterstellte, hölzerne Kapelle am Standort der heutigen Pfarrkirche nachweisen. Diese wurde durch einen romanischen Kirchenbau ersetzt. Die heutige Kirche stammt aus dem Jahr 1700 und war bis 1777 eine Filialkirche der St. Radegunder Pfarrkirche. Bis in die 1950er-Jahre stand sie unter der Schirmherrschaft der Herren von Schloss Kainberg. Im Jahr 1952 wurde der Innenraum renoviert.

## Beschreibung

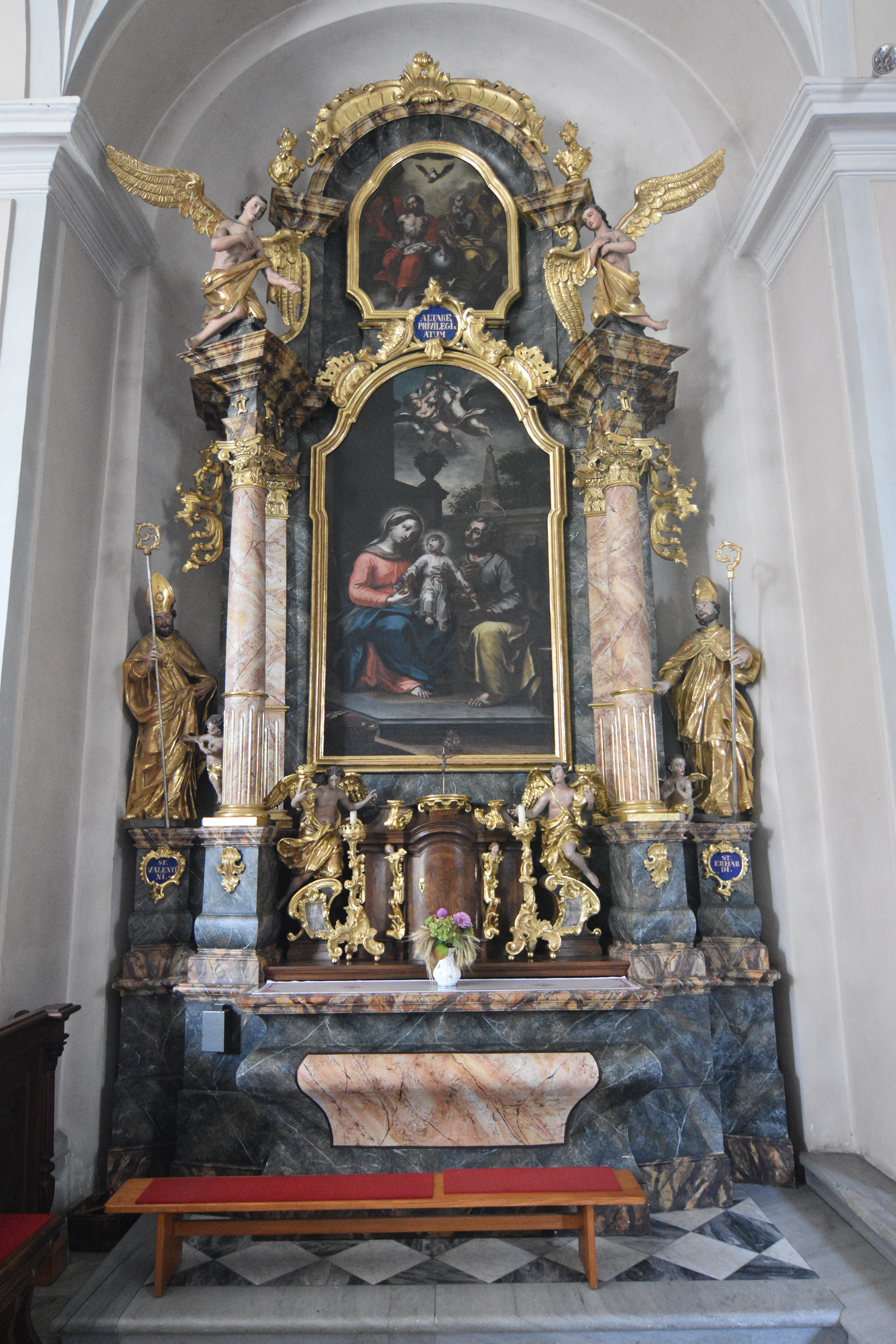
Linker Seitenaltar

Der Grundriss der Kirche hat eine Länge von 27,5 Meter und eine Breite von 12,8 Meter. Die Westseite der Kirche hat eine einfache, durch Lisenen gegliederte Giebelfront mit Ochsenaugen. In der Außenmauer befinden sich Nischen mit Freskenbildnissen der vier Evangelisten. An den südlichen Teil des Langhauses wurde nachträglich eine Seitenkapelle angebaut. Der quadratische Turm mit Zwiebelhelm ist an den südlichen Teil des Chores angebaut und hat eine, 1740 gegossene Glocke. Er hat eine Seitenlänge von 4,9 Metern und ist rund 52 Meter hoch. Neben dem Eingang zum Turm befindet sich eine von J. B. Straub angefertigte Statue des heiligen Johannes Nepomuk aus dem dritten Viertel des 18. Jahrhunderts. In die südliche Mauer des Turmes wurde ein Römerstein aus dem 2. Jahrhundert eingemauert. Weiters befinden sich am Stiegenaufgang ein Geißelchristus aus dem 18. Jahrhundert sowie eine, später entstandene Marienstatue.
Der Innenraum der Kirche ist barock gestaltet. Das Langhaus ist dreijochig und wird von einem, auf Wandpfeilern sitzenden Kreuzgratgewölbe überspannt. Südlich des dritten Joches befindet sich eine angebaute, jüngere Kapelle. Der zweijochige, im Süden etwas eingezogene Chor hat eine halbrunde Altarnische und eine Oratoriumbrüstung aus dem Jahr 1753. Im Süden schließt sich an den Chor der Kirchturm sowie die Sakristei an. Diese sowie die südliche Mauer des Langhauses stammen im Kern wahrscheinlich noch aus dem Mittelalter. Die Kanzel wurde 1753 errichtet und wird Matthias Leitner zugeschrieben. Die dreiachsige Empore mit der Orgel ruht auf zwei Säulen und wurde im späten 18. Jahrhundert durch weitere Emporen erweitert.
Das von H. Schwach gemalte Altarblatt des Hochaltars stammt aus dem Jahr 1870 und stellt den heiligen Stephanus dar. Das Oberbild sowie das Tabernakel stammen aus der zweiten Hälfte des 18. Jahrhunderts. Die beiden Seitenaltäre sind mit Rocaillen verziert. Der linke Altar hat ein 1754 angefertigtes Altarblatt, das die heilige Familie zeigt. Das Altarblatt zeigt den heiligen Johannes Nepomuk und wurde 1781 von Anton Jandl gemalt. In der Seitenkapelle befindet sich ein, vor 1714 gemaltes Bildnis der Steinigung des heiligen Stephanus. Dieses ist mit dem Wappen der Dietrichsteiner versehen. Weiters befindet sich ein aus dem 18. Jahrhundert stammendes Bild mit der Beweinung Christis in der Kirche. Die Orgel stammt aus dem Jahr 1782 und wurde 1886/87 von Carl Bilich umgebaut. Eine Restaurierung der Orgel erfolgte 1952.